# Alejandro Díaz García
Alejandro Díaz García (* 1. Juni 1974 in Bogotá) ist ein kolumbianischer römisch-katholischer Geistlicher und Weihbischof in Bogotá.

## Leben
Alejandro Díaz García studierte Philosophie und Theologie am Priesterseminar des Erzbistums Bogotá, für das er am 4. Dezember 1999 das Sakrament der Priesterweihe empfing.
Nach der Priesterweihe war er zunächst in der Pfarrseelsorge tätig. In den Jahren 2002 bis 2003 und 2010 bis 2011 studierte er in Rom. Er erwarb an der Päpstlichen Universität Gregoriana das Lizenziat in Moraltheologie. Später wurde er im selben Fach an der Päpstlichen Akademie Alfonsiana zum Dr. theol. promoviert. Von 2004 bis 2009 und von 2019 bis 2021 war er am Priesterseminar in Bogotá in der Priesterausbildung tätig. Von 2012 bis 2019 war er an der Römischen Kurie Mitarbeiter des Päpstlichen Rates zur Förderung der Neuevangelisierung. Ab 2021 gehörte er dem Diözesanteam des Erzbistums Bogotá für die Fortbildung der Geistlichen an; ab 2022 war er zudem Bischofsvikar für das Vikariat San Pablo.
Papst Franziskus ernannte ihn am 26. März 2024 zum Titularbischof von Iomnium und zum Weihbischof in Bogotá. Der Erzbischof von Bogotá, Luis José Kardinal Rueda Aparicio, spendete ihm am 4. Mai desselben Jahres in der Kathedrale der Unbefleckten Empfängnis in Bogotá die Bischofsweihe. Mitkonsekratoren waren der emeritierte Erzbischof von Villavicencio und frühere Kurienerzbischof, José Octavio Ruiz Arenas, der Bischof von Facatativá, Pedro Manuel Salamanca Mantilla, der emeritierte Erzbischof von Bogotá, Rubén Kardinal Salazar Gómez, der Apostolische Nuntius in Kolumbien, Erzbischof Paolo Rudelli, sowie seine Mit-Weihbischöfe in Bogotá, Germán Medina Acosta und Luis Manuel Alí Herrera.